# Gorna Belica
Gorna Belica (makedonska: Горна Белица) är en ort i Nordmakedonien. Den ligger i den centrala delen av landet, 40 kilometer söder om huvudstaden Skopje. Gorna Belica ligger 563 meter över havet och antalet invånare är 241.